# 永岡卓也
永岡 卓也（ながおか たくや、1985年5月31日 - ）は、日本の元俳優。長野県出身。身長184cm。

## 略歴
趣味は写真、特技はバスケットボール、ギター。
地元の先輩に誘われて自主制作映画に参加したことがきっかけで俳優になる。
モデルとして仕事を始め、2008年4月にPureBOYS（2012年10月27日解散）のメンバーに加入。その際に眼鏡を着用することとなり、それ以降は黒縁メガネがトレードマークとなる。
2015年8月をもって10年間所属していたヒラタオフィスを退社した。2016年3月2日にTwitterにてアービングに所属した事を発表した。
2023年9月をもって俳優業を引退した。

## 出演

### テレビドラマ
- 執事喫茶にお帰りなさいませ（2009年1月7日 - 3月25日、毎日放送） - 桜庭 役
- 仮面ライダーシリーズ
  - 仮面ライダーディケイド 第10話（2009年3月29日、テレビ朝日） - 城金 役
  - 仮面ライダードライブ 第6 - 8話（2014年11月16日 - 30日、テレビ朝日） - 久坂俊介 役
- 土曜ワイド劇場 広域警察（2010年5月8日、テレビ朝日） - 斉藤浩史 役
- ジョーカー 許されざる捜査官 第1・2話（2010年7月13日・20日、フジテレビ） - 轟泰樹 役
- 歌セラ 第1話「男たち」（2010年10月14日、TBS） - 主演・上野 役
- 黄金の豚-会計検査庁 特別調査課- 第6話（2010年11月24日、日本テレビ） - 白田博 役
- ガッツポーズ! 第1話「蹴られる男」（2011年2月20日、フジテレビ） - 主演・松本一郎 役
- カクセイ〜恐怖に目覚める6つのストーリー〜 第1話「接触」（2011年3月31日、フジテレビ） - 主演・河合守 役
- ラストマネー -愛の値段- 第1 - 6話（2011年9月13日 - 10月18日、NHK総合） - 田中裕樹 役
- 電報日和 第1話「本日のプロポーズ」（2012年1月20日、フジテレビTWO） - 佐藤マコト 役
- 水曜ミステリー9 女三代 如月法律事務所（2012年2月29日・2013年2月6日、テレビ東京） - 如月祐太郎 役
- コドモ警察 第7・9・10話（2012年5月29日 - 6月12・19日、TBS） - 羽川 役
- ハンチョウ〜警視庁安積班〜 シリーズ6 第4話（2013年2月4日、TBS） - 松崎亮太役
- たべるダケ（2013年7月 - 9月、テレビ東京） - 猪野塚慶太 役
- Dr.DMAT 第7話（2014年2月20日、TBS） - 鈴川康平 役
- MOZU Season1〜百舌の叫ぶ夜 第1話（2014年4月10日、TBS） - 千葉 役
- セーラーゾンビ（2014年4月 - 7月、テレビ東京） - 鍋島大助 役
- セーラー服と宇宙人（エイリアン）〜地球に残った最後の11人〜（2014年6月26日 - 8月21日、日本テレビ） - 橋爪隆 役
- 理系の人々（2014年10月、ひかりTV） - 柴崎 役
- フジテレビヤングシナリオ大賞 隣のレジの梅木さん（2014年12月21日、フジテレビ） - 桜木幸世 役
- 土曜ドラマ 64（ロクヨン）（2015年4月、NHK総合） - 蔵前 高彦 役
- 早子先生、結婚するって本当ですか？ 第4話（2016年5月12日、フジテレビ） - 平塚徹 役
- 重版出来！ 第8話（2016年5月31日、TBS） - 町山 役
- 99.9-刑事専門弁護士- SEASON II 第3話（2018年1月28日、TBS） - 村野正義 役
- インハンド 第7話（2019年5月24日、TBS） ‐ 橘賢一 役
- あなたの番です 第8話（2019年6月2日、日本テレビ） - 柳本 役
- 病院の治しかた〜ドクター有原の挑戦〜（2020年、テレビ東京） - 細谷祐一 役
- MIU404 第5・6・8話（2020年7月24・31日・8月14日、TBS） - 田島雄介 役
- 竜の道 二つの顔の復讐者  第4話（2020年8月18日、フジテレビ） - 山崎刑事 役
- おしい刑事 第2シリーズ（2021年） - 真砂慎也 役
- 演じ屋 第1話・第2話（2021年7月30日-8月6日、WOWOW） - タカヒロ 役
- 日本沈没-希望のひと- 第8話・第9話（2021年12月5日・12日、TBS） - 高石一矢 役
- おじさんが私の恋を応援しています（脳内） 第4話（2022年3月7日、TOKYO MX） - 田原恭介 役
- 石子と羽男-そんなコトで訴えます?-（2022年、TBS） - 保科マネージャー 役
- リバーサルオーケストラ 第2話（2023年1月18日、日本テレビ） - 時任 役

### テレビアニメ
- ビジネスフィッシュ（2019年、クオン・東宝、TOKYO MX） - 魚脇タイ 役

### 舞台
- 7Dummy's Blues.（2008年8月、青山円形劇場）
- 7Colors Candles（2009年6月、サンシャイン劇場）
- イタズラなKiss -卒業編-（2009年7月、博品館劇場） - 沢渡祐一 役
- サダオのサダメ 〜新たな旅路〜（2009年8月、シアターグリーン） - マスター 役
- abc★ 〜青山ボーイズキャバレー〜（2009年10月、青山円形劇場） - 中込広隆 役
- コントンクラブ（2009年12月、博品館劇場）
- THE FAMILY 絆（2009年12月、シアターサンモール）
- 7Guys Gone 〜七つの心の忘れもの〜（2010年4月、シアターサンモール）
- ミュージカル黒執事 -The Most Beautiful DEATH in The World- 千の魂と堕ちた死神（2010年5月、赤坂ACTシアター 他） - ウィリアム・T・スピアーズ 役
- abc★赤坂ボーイズキャバレー SpinOff「裏」（2010年9月 - 10月、シアターサンモール） - 榎木田裕也 役
- 真魔界転生（2010年11月、俳優座劇場）
- abc★赤坂ボーイズキャバレー SpinOff「ゲネプロ!」（2011年3月、博品館劇場） - 榎木田裕也 役
- シャッフル（2011年10月 - 11月、東京タワーA2ホール）
- abc★赤坂ボーイズキャバレー 〜2回裏〜 -喝!&勝つ!-（2011年12月、博品館劇場） - 榎木田裕也 役
- 汚れた靴（2011年12月、エコー劇場） - 布袋慎次郎 役
- abc★赤坂ボーイズキャバレー 3回裏! 〜自分に喝を入れて勝つ!〜（2012年9月、シアターサンモール） - 榎木田裕也 役[8]
- BACK STAGE（2014年6月、シアタークリエ 他） - 山之内卓 役[9]
- SHAKESPEARE IN HOLLYWOOD ～ハリウッドでシェイクスピアを～ KEN LUDWIG’S SHAKESPEARE IN HOLLYWOOD（2016年8月 - 9月、本多劇場） - ダリル 役[10]
- 伊賀の花嫁（2017年1月、博品館劇場）[11]
- ハッピーハードラック（2017年6月 - 7月、恵比寿・エコー劇場）[12]
- MIDSUMMER CAROL ガマ王子 vs ザリガニ魔人（2017年8月 - 9月、シアターサンモール 他） - 浅野 役[13][14]
- 伊賀の花嫁 その二 鬼は外編（2018年1月、俳優座劇場）[15]
- THE面接（2019年4月、OFF・OFFシアター）[16]
- ダブルヘッダー特別公演『おおきく振りかぶって』／『おおきく振りかぶって 秋の大会編』（2020年2月、サンシャイン劇場） - 河合和己 役[17]
- 朗読劇『伊賀の花嫁』冬の陣2021「言いわけ編」『ガッキーのコシヒカリ』（2021年1月22日、シアターサンモール）[18]
- 舞台「新選組始末記」（2022年11月、ヒューリックホール東京） - 山南敬助 役[19]
- あたっく No.1（2023年2月4日、俳優座劇場）[20]
- あたっく NO.1（2023年9月、俳優座劇場） - 竹内一郎 役[21][22]

### 映画
- 少年メリケンサック（2009年2月14日） - メイプルレコード 田村 役
- 僕らはあの空の下で（2009年8月22日） - 吉永直 役
- ライフ・イズ・デッド（2012年2月11日） - 誤藤治黄 役
- 宇宙刑事ギャバン THE MOVIE（2012年10月20日） - 大熊遠矢 / ブライトン 役
- コドモ警察（2013年3月20日） - 羽川 役
- ラストマイル（2024年8月23日） - 田島雄介 役[23][24]

### Vシネマ
- 大激突 果てなき抗争（2018年） - 京浜連合国本組組員 甲山勝也 役

### 配信・WEBドラマ
- 恋するアプリ（2012年6月11日 - 8月13日、アプリ&レビュー） - 小林誠 役
- mini Movie Vol.2 Taku Tanaka "FRAME"（2013年3月、Angle Pictures） - 市原卓也 役

### その他のテレビ番組
- PureBoys The Pure（2009年10月10日 - 12月19日、BSフジ）
- MADE IN BS JAPAN（2011年4月 - 9月、BSジャパン） - PureBoysとして木曜日レギュラー
- 戦国炒飯TV 〜なんとなく歴史が学べる映像〜（2020年8月、TOKYO MX 他） - 兵衛ママ 役

### PV
- 稲垣潤一&辛島美登里「思い出す度に 愛おしくなる」（2011年2月、ユニバーサルミュージック）
- RADWIMPS「PAPARAZZI〜＊この物語はフィクションです〜」(2018年12月、EMI Records)

### CM
- 住友化学園芸「マイガーデン」店員さんおすすめ編（2008年）
- 沖縄ポッカコーポレーション「DRIVER」（2011年 - 2012年）
- NEC「ドコモ タブレット MEDIAS TAB N-06D」（2012年）
- 富士重工業「スバル・インプレッサ スポーツ」（2013年）
- ロッテキシリトールガム（2013年）
- SONY（2013年）
- 薩摩酒造「神の河ライト」（2013年 - ）